# زت نایت
زت نایت (به انگلیسی: Zat Knight) بازیکن فوتبال زادهٔ ۲ مه ۱۹۸۰ اهل کشور انگلستان که سابقهٔ بازی در تیم ملی فوتبال انگلستان را در کارنامهٔ خود دارد. وی در تاریخ ۲۸ مه ۲۰۰۵ نخستین بازی ملی خود را در مقابل تیم ملی فوتبال ایالات متحده آمریکا انجام داد و با حضور در ۲ بازی ملی، در تاریخ ۳۱ مه ۲۰۰۵ واپسین بازی ملی‌اش را در برابر تیم ملی فوتبال کلمبیا برگزار کرد.